# Savino Bellini
Savino Bellini (Portomaggiore, Provincia de Ferrara, Italia, 1 de diciembre de 1913 - Portomaggiore, Provincia de Ferrara, Italia, 6 de noviembre de 1974 ) fue un futbolista y director técnico italiano. Se desempeñaba en la posición de centrocampista.

## Clubes

### Como futbolista
| Club             | País   | Año         |
| ---------------- | ------ | ----------- |
| A. S. Portuense  | Italia | 1931 - 1934 |
| S. P. A. L. 1907 | Italia | 1934 - 1936 |
| Novara Calcio    | Italia | 1936 - 1937 |
| Juventus F. C.   | Italia | 1937 - 1943 |
| A. C. Milan      | Italia | 1943 - 1944 |
| A. S. Varese     | Italia | 1944 - 1945 |
| Inter de Milán   | Italia | 1945 - 1946 |
| S. P. A. L. 1907 | Italia | 1946 - 1948 |

### Como entrenador
| Club          | País   | Año         |
| ------------- | ------ | ----------- |
| Faenza Calcio | Italia | 1955 - 1956 |

## Palmarés

### Como futbolista

#### Campeonatos nacionales
| Título      | Club           | País   | Año     |
| ----------- | -------------- | ------ | ------- |
| Copa Italia | Juventus F. C. | Italia | 1937-38 |
| Copa Italia | Juventus F. C. | Italia | 1941-42 |